# Air Island
Air Island is een eiland in de Canadese provincie Newfoundland en Labrador. Het onbewoond eiland is 25 hectare groot en bevindt zich in een smalle zeearm aan de oostkust van Newfoundland.

## Geografie

### Ligging
Air Island ligt centraal in de Freshwater Bay. Het is ook bij verre het grootste eiland van die baai, die een lange zijarm is van Newfoundlands grote Bonavista Bay. Vanaf het eiland liggen de oevers van de Freshwater Bay enerzijds zo'n 1,5 km zuidwaarts en anderzijds (ter hoogte van de Clay Cove) zo'n 2 km noordwestwaarts.
Ten westen van Air Island ligt de gemeente Gambo. Van aan de kustlijn van die gemeente is het eiland duidelijk zichtbaar, voornamelijk vanaf de buurt Middle Brook. Het is ook goed te zien vanaf Joey's Lookout, een bekend uitkijkpunt langs de Trans-Canada Highway.

### Omschrijving
Air Island is van west naar oost 1,25 km lang en heeft een maximale breedte van zo'n 450 meter. Het is sterk bebost en bereikt in het midden een hoogte van 23 meter boven zeeniveau. Aan haar zuidzijde heeft het een relatief steile kustlijn. Aan de noordzijde is het water daarentegen ondiep en liggen er verschillende kleine eilandjes en rotsen. Op een van die naamloze eilandjes direct ten noorden van Air Island bevindt zich een kleine broedkolonie van ringsnavelmeeuwen.